# Video Girl Ai
Video Girl Ai (jap. 電影少女 Den'ei Shōjo / Video Girl) – manga autorstwa Masakazu Katsury, publikowana przez wydawnictwo Shūeisha i składająca się z 15 tomów. Pierwsze 13 opowiada o losach Video Girl imieniem Amano Ai, kolejne dwa o Video Girl Len oraz Video Girl Haruno.
Doczekała się adaptacji anime w postaci filmu pełnometrażowego, wyprodukowanego przez studio Tōhō oraz serii OVA wyprodukowanej przez Production I.G.
W Polsce manga została wydana przez wydawnictwo Waneko.

## Fabuła
Szesnastolatek Moteuchi Yota, niemający szczęścia do dziewczyn, zakochany jest w swojej koleżance, która z kolei podkochuje się w jego najlepszym przyjacielu. Yota odwiedza dziwną wypożyczalnię kaset wideo o nazwie Gokuraku. Zabiera do domu kasetę dla dorosłych z miło wyglądającą dziewczyną na okładce. Używając zepsutego sprzętu włącza ją. Na ekranie pojawia się dziewczyna z okładki, obiecując go pocieszyć. Wtedy wychodzi z telewizora. Okazuje się, że dziewczyna o imieniu Ai spędzi z nim trzy miesiące. Zepsute wideo sprawia, że Ai jest uszkodzona i poważnie zmieniły się jej cechy charakteru i rozmiar niektórych wdzięków. Do tego jako jedyna wideo girl posiada uczucia. Pojawia się jej twórca pragnąc ją zniszczyć oraz zaczynają się zawiłe intrygi na tle uczuciowym.

## Bohaterowie
- Ai Amano – Video Girl. Wychodzi z telewizora (konkretnie z video kasety) a jej celem jest pomóc Moteuchiemu w zdobyciu Moemi Hayakawy. Nie ze swojej winy jest jednak wadliwa przez co ma uczucia, których nie powinna mieć doskonała Video Girl.
- Yota Moteuchi – główny bohater przez kolegów z klasy zwany Mateusz Idiota (od imienia Moteuchi Yota). To on wyzwala Ai z kasety. Może korzystać z Gokuraku jako trzeci mieszkaniec Japonii. Początkowo tchórzliwy. Brak mu też pewności siebie. Zawsze stara się nie sprawiać innym bólu, co jednak nie zawsze się udaje. Zakochany w Moemi Hayakawie.
- Moemi Hayakawa – ukochana Yoty. Sama jednak początkowo nie zauważa jego uczuć z powodu swojej miłości do Takashiego. Bardzo barwna postać o zmiennym charakterze.
- Takashi Niimai – najlepszy przyjaciel Moteuchiego. Zawsze stara się pomagać Yocie, choćby sam miałby być na tym stratny.
- Natsumi Yamaguchi – przyjaciółka Yoty z dzieciństwa. Szybko się jednak przeprowadza. Początkowo przy kolejnym spotkaniu nie poznają się z Yotą ale gdy orientują się kim są, ich przyjaźń odradza się. Moteuchi wiele jej zawdzięcza.

## Manga
| Nr | Język japoński      | Język japoński     | Język polski     | Język polski       |
| Nr | Data wydania        | ISBN               | Data wydania     | ISBN               |
| -- | ------------------- | ------------------ | ---------------- | ------------------ |
| 1  | 10 lipca 1990       | ISBN 4-08-871801-1 | 1 sierpnia 2002  | ISBN 83-88272-95-0 |
| 2  | 10 września 1990    | ISBN 4-08-871802-X | 1 grudnia 2002   | ISBN 83-88272-61-6 |
| 3  | 9 listopada 1990    | ISBN 4-08-871803-8 | 1 lutego 2003    | ISBN 83-88272-66-7 |
| 4  | 10 stycznia 1991    | ISBN 4-08-871804-6 | 1 czerwca 2003   | ISBN 83-88272-71-3 |
| 5  | 8 marca 1991        | ISBN 4-08-871805-4 | 1 sierpnia 2003  | ISBN 83-88272-76-4 |
| 6  | 10 czerwca 1991     | ISBN 4-08-871806-2 | 1 listopada 2003 | ISBN 83-88272-81-0 |
| 7  | 7 sierpnia 1991     | ISBN 4-08-871807-0 | 1 grudnia 2003   | ISBN 83-88272-86-1 |
| 8  | 9 października 1991 | ISBN 4-08-871808-9 | 1 marca 2004     | ISBN 83-88272-91-8 |
| 9  | 3 grudnia 1991      | ISBN 4-08-871809-7 | 1 maja 2004      | ISBN 83-88272-96-9 |
| 10 | 10 stycznia 1992    | ISBN 4-08-871810-0 | 1 czerwca 2004   | ISBN 83-89893-27-4 |
| 11 | 8 maja 1992         | ISBN 4-08-871701-5 | 1 listopada 2004 | ISBN 83-89893-28-2 |
| 12 | 3 lipca 1992        | ISBN 4-08-871702-3 | 1 stycznia 2005  | ISBN 83-89893-29-0 |
| 13 | 4 września 1992     | ISBN 4-08-871703-1 | 1 marca 2005     | ISBN 83-89893-30-4 |
| 14 | 4 listopada 1992    | ISBN 4-08-871704-X | 1 maja 2005      | ISBN 83-89893-31-2 |
| 15 | 4 marca 1993        | ISBN 4-08-871705-8 | 1 sierpnia 2005  | ISBN 83-89893-32-0 |